# Perrons formel
Inom matematiken, speciellt inom analytisk talteori, är Perrons formel en formel av Oskar Perron som räknar summafunktionen av en aritmetisk funktion med hjälp av dess inversa an Mellintransformation.

## Satsen
Låt {\displaystyle \{a(n)\}} vara en aritmetisk funktion och låt
{\displaystyle g(s)=\sum _{n=1}^{\infty }{\frac {a(n)}{n^{s}}}}
vara dess Dirichletserie. Anta att Dirichletserien är absolut konvergent för {\displaystyle \Re (s)>\sigma _{a}}. Då är Perrons formel 
{\displaystyle A(x)={\sum _{n\leq x}}^{\star }a(n)={\frac {1}{2\pi i}}\int _{c-i\infty }^{c+i\infty }g(z){\frac {x^{z}}{z}}dz.\;}
Här betecknar ' att den sista termen multipliceras med 1/2 då x är ett heltal. Formeln kräver att {\displaystyle c>\sigma _{a}} och {\displaystyle x>0} är reella tal, men för övrigt godtyckliga.

## Exempel
P.g.a. dess relation till Dirichletserier används Perrons formel ofta för att få information om talteoretiska summor. Exempelvis får man ur Dirichletserien för Möbiusfunktionen
{\displaystyle {\frac {1}{\zeta (s)}}=\prod _{p}(1-p^{-s})=\sum _{n=1}^{\infty }{\frac {\mu (n)}{n^{s}}}}
integralrepresentationen 
{\displaystyle {\frac {1}{2\pi i}}\int _{c-i\infty }^{c+i\infty }{\frac {x^{s}}{s\zeta (s)}}\,ds=M(x)}
för dess summafunktion, Mertensfunktionen, där c > 1.